# Sagahuset

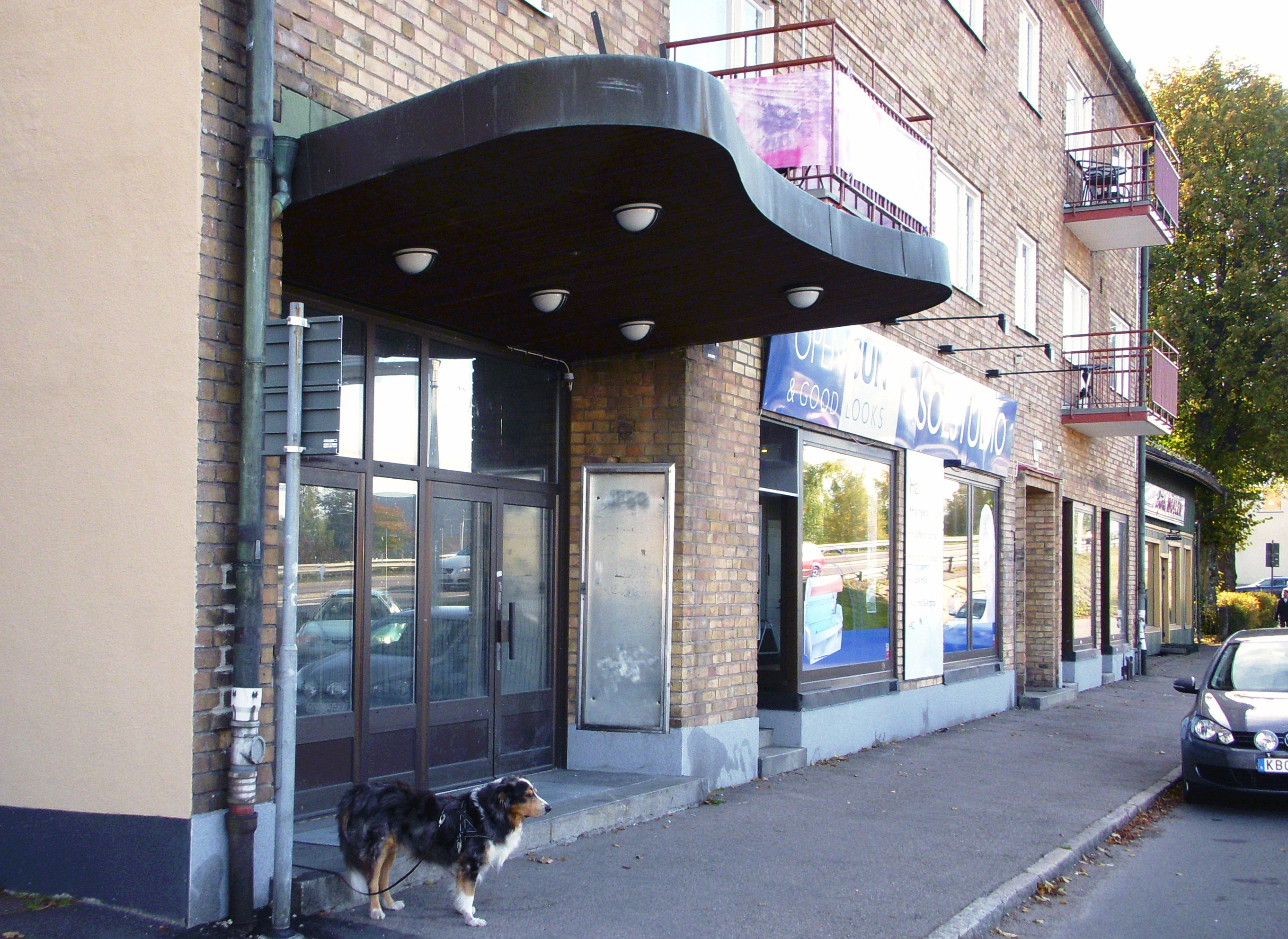
Sagahuset, oktober 2013.

Sagahuset är en byggnad i Ludvika belägen vid Storgatan 39. Huset uppfördes 1939 efter ritningar av Cyrillus Johansson. Sagahuset har sitt namn efter biografen ”Saga” som öppnade här 1939 och lades ner år 2002. I gatuplanet fanns 1944 till 1946 restaurang Lido som drevs av Anna och Anders Edmundson. Där spelade Charlie Norman ibland på det vita pianot. På bilden är det solarium där.

## Bakgrund
Cyrillus Johansson var Ludvikas stadsarkitekt åren 1931–1941, som sådan ritade han även några byggnader i staden, bland dem Ludvika stadshus (klart 1934), affärs- och bostadshus vid Storgatan 18 och Storgatan 30 (klart 1935 respektive 1936), Sagahuset vid Storgatan 39 (klart 1939) och Ludvika järnvägsstation (klart 1939).

## Byggnad

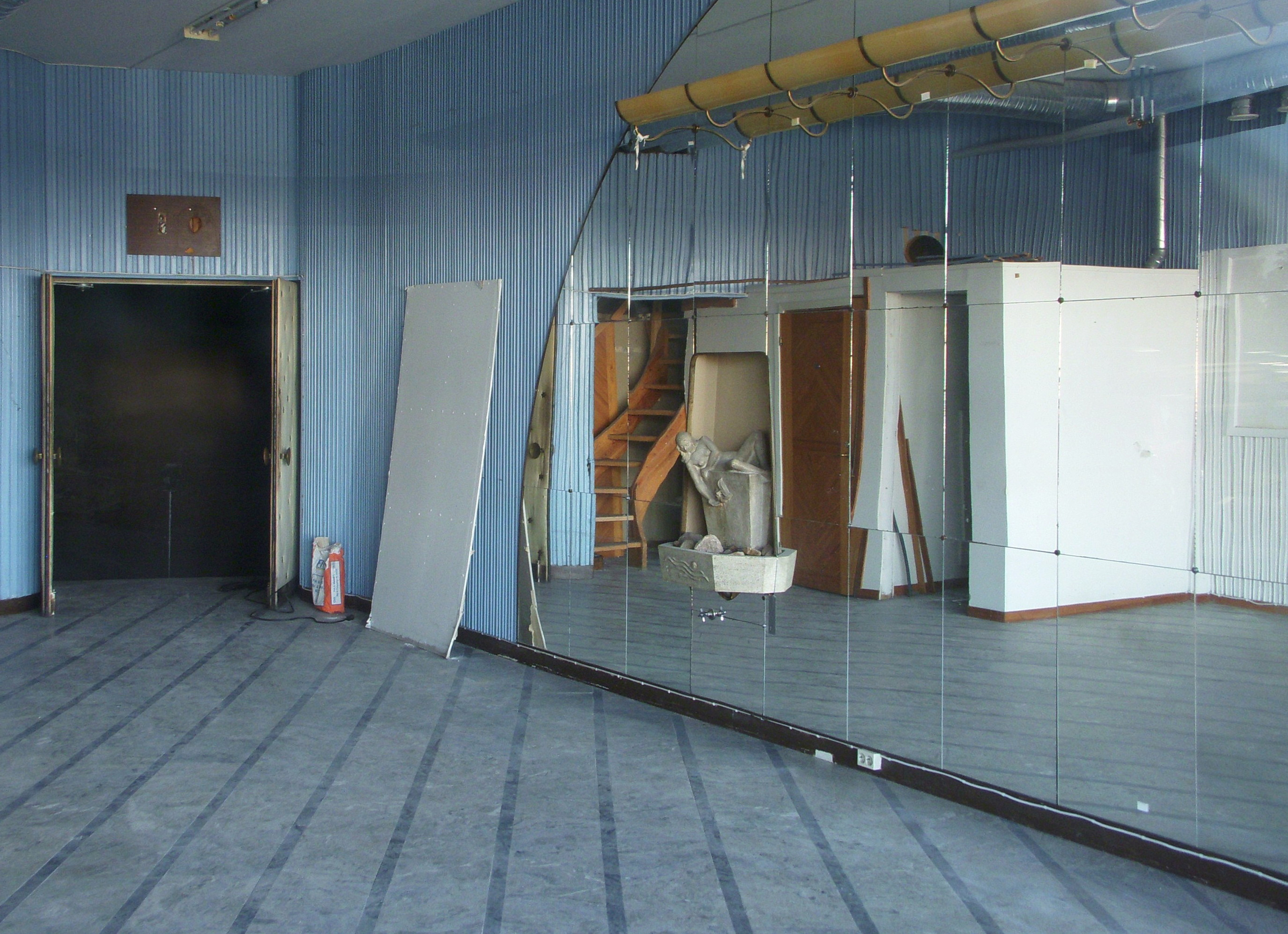
"Sagas" foajé i oktober 2013.

Sagahuset uppfördes i tre våningar med en indragen takvåning. Cyrillus Johansson använde som uttrycksmedel det för honom typiska utsvängda yttertaket och gult fasadtegel vilket inte var så vanligt vid den tiden. I de övre planen fanns en damfrisering och lägenheter av varierande storlek, en del hade jungfrukammare och serveringsrum. I källaren låg matkällare, tvättstuga och pannrum. I bottenvåningen fanns förutom biografen ursprungligen ett konditori och några butiker. Huset är fortfarande välbevarat men bottenvåningens dörrar och fönster är ändrade.  

## Biografen
Huset inrymde en biograf med ganska vanliga biografnamnet ”Saga” som 1939 var en av Dalarnas ståtligaste och modernaste biografer. Salongen hade 410 platser. Saga ingick i biografkedjan AB Stjärnbiograferna med säte i Stockholm. Där ägde de bland annat biograf ”Gärdet” (invigd 1939). I foajén finns fortfarande (oktober 2013) det ursprungliga marmorgolvet, den stora spegeln med armatur samt fontänen kvar. Den tekniska utrustningen var efter senaste snittet och kom från Philips. Idag påminner den svängda baldakinen på fasaden om den tidigare verksamheten.